# Aristolochia batucensis
Aristolochia batucensis là một loài thực vật có hoa trong họ Aristolochiaceae. Loài này được Wiggins & Rollins mô tả khoa học đầu tiên năm 1943.